# Akhnaten (opera)

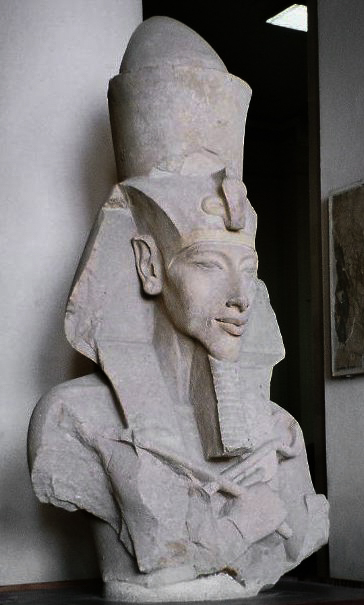
Farao Achnaton.

Akhnaten (svenska: Achnaton; tyska: Echnaton) är en opera i tre akter om den egyptiske faraon Akhenaton (Amenhotep IV) från 1983 med musik av Philip Glass. Librettot är skrivet av Glass i samarbete med Shalom Goldman, Robert Israel, Richard Riddell och Jerome Robbins. Akhnaten var en beställning av Württembergische Staatstheater i Stuttgart och hade premiär den 24 mars 1984 på Stuttgart State Theatre med den tyska titeln Echnaton. Paul Esswood sjöng titelrollen och den tyske regissören Achim Freyer stod för regin, som gick i en abstrakt stil med rituella rörelser. Akhnaten är den sista av tre så kallade porträttoperor som Glass skrev på 1970- och 1980-talen. De två övriga är Einstein on the Beach (1976) och Satyagraha (1980).
Texten (som är på engelska, fornegyptiska och akkadiska) sjungs på landets eget språk och länkas samman med kommentarer från en berättare. Den egyptiska texten är hämtad från en dikt av Akhenaten själv, från De dödas bok samt utdrag från beslut och brev från amarnaperioden. Andra delar är på akkadiska och bibelhebreiska. Akhnatens Stora solhymn sjungs på publikens språk.

## Historia

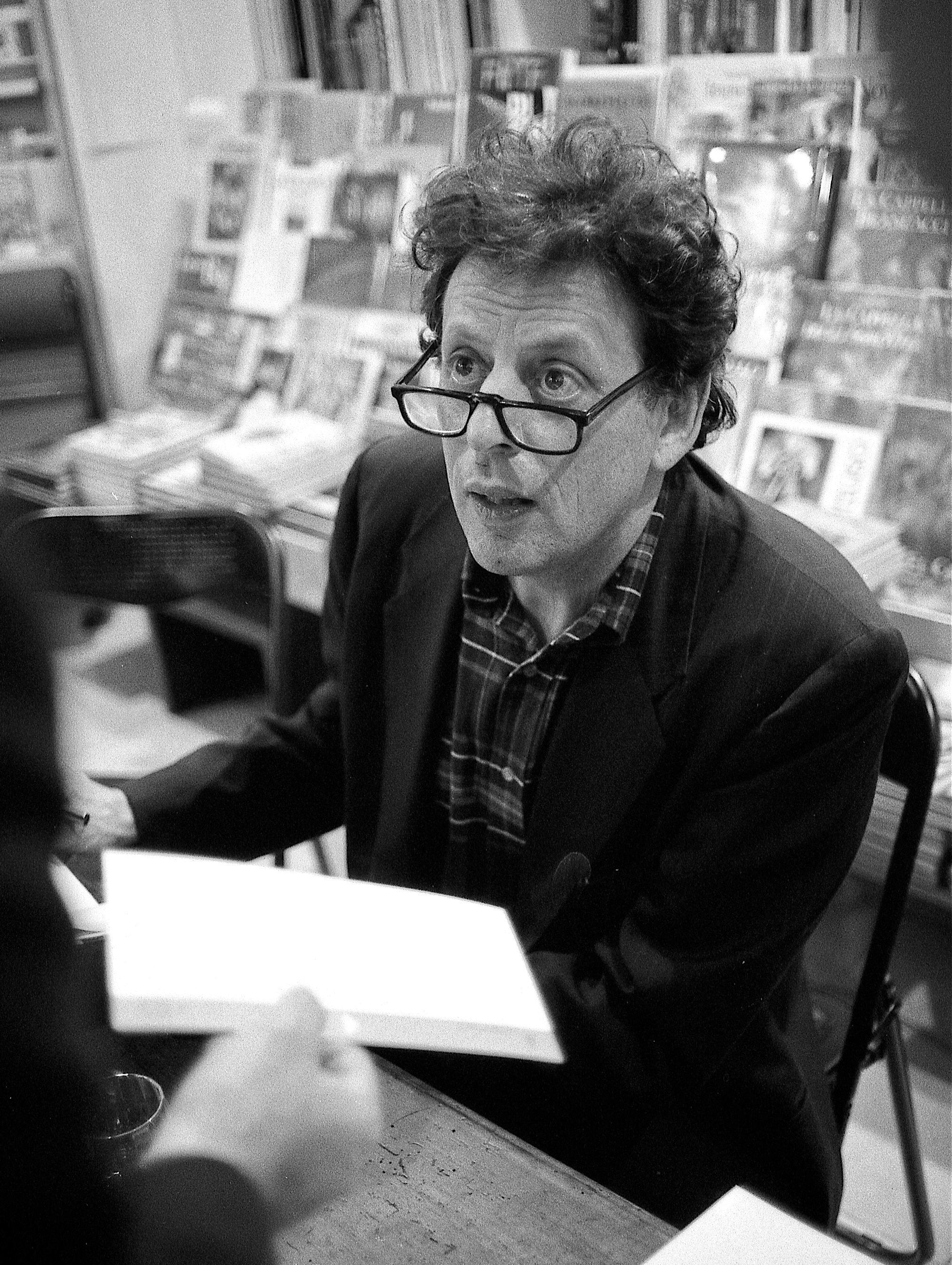
Philip Glass

I januari 1982 fick Glass en beställning från Staatsoper Stuttgart på operan Akhnaten och började komponera på sommaren. Operan var klar i juli 1983. Glass gjorde en komplett inspelning på synthesizer och skickade banden till Stuttgart åtta månader före premiären. Operan uruppfördes på Staatsoper Stuttgart den 24 mars 1984. Operan sattes upp i Sverige 1989 av Ystadoperan.

## Texten
All text är från Akhnatens egen tid, Amarna-perioden, och sjungs på de tre språk: Egyptiska, Akkadiska och Bibelhebreiska. Mellanegyptiska, skriven med hieroglyfer, var språket som Akhnaten och hans hov talade. Akkadiska var språket som Akhnaten och hans skrivare använde för diplomatisk korrespondens. Bibelhebreiska var fortfarande under utveckling vid denna tid, då Akhnaten regerade mer än ett sekel före Uttåget ur Egypten. Orden är inte exakta translitterationer av texterna på de tre språken, eftersom dessa är så olika. Till exempel saknar egyptiskan vokaler och språken innehåller ljud som är omöjliga att sjunga. För att texten skulle bli sångbar fick sångarna i samarbete med kompositören arbeta fram en sångstil som på samma gång var trogen textens rytm och varsam mot dess ålder.

### Berättaren
Berättaren, i operan framställd som Skrivaren, presenterar all talad text på publikens eget språk. Allt detta material, hämtat direkt från de antika skrifterna, monumenten, breven och inskriptionerna, följer handlingen och förser publiken med en text som både är förståelig och beskrivande.

## Musiken
Orkesterns storlek är ungefär densamme som för en tidig 1800-talsopera: 2 flöjter (en dubblerar på piccolaflöjt), 2 oboee (båda dubblerar på  oboe d'amore), 2 klarinetter, basklarinett, 2 fagotter, 2 valthorn, 2 trumpeter, 2 tromboner, tuba, Slagverk (3 spelare), celesta (dubblerar synthesizer), 12 altvioliner, 8 celli och 6 basfioler.
Då Staatsoper Stuttgart renoverades 1984 och orkesterdiket i Kleines Haus på Staatstheater Stuttgart, där premiären skulle äga rum, var avsevärt mindre, valde Glass att helt utesluta violiner (20 stycken), vilket gav orkestern en mörkare och något klarare ton som passade verket. Frånsett detta är  operan Glass mest "konventionella" operaorkester hittills (jämfört med Einstein on the Beach skriven för den sex-mannade Philip Glass Ensemble, och Satyagraha, tonsatt för träblåsinstrument och stråkar endast).
För den ovane lyssnaren kan musiken till denna opera vara mer tillgänglig än Glass tidigare operor, den "hardcore" minimalistiska Einstein on the Beach och den oratorielika Satyagraha.

## Personer
- Akhnaten (countertenor)
- Nefertiti, hans gemål (alt)
- Drottning Tiye, hans mor (sopran)
- Horemheb, general och blivande farao (baryton)
- Ay, Nefertitis far och faraos rådgivare (basstämma)
- Amons överstepräst (tenor)
- Akhnatens och Nefertitis sex döttrar:
  - Bekhetaten (sopran)
  - Meretaten (sopran)
  - Maketaten (sopran)
  - Ankhesenpaaten (alt)
  - Neferneferuaten (alt)
  - Sotopenre (alt)
- Skrivaren (berättare)

## Handling
Thebe och Achetaton, 1365-48 f.Kr. och i nutid.

### Akt I: Thebe, Akhnatens första år som regent
Sorgetåget för den avlidne farao Amenhotep III är på väg till Ra ("Funeral of Amenhotep III"). Sonen Amenhotep (Amons ande) IV ärver tronen och kröns till ny farao ("The Coronation of Akhnaten"). Men när han talar till folket har han blivit Akhnaten (Atons ande), vilket innebär att han har avsagt sig tron på guden Amon och Egyptens alla andra gudar till förmån för ett nytänkande koncept med en enda gud: Aton. Till skillnad från de gamla gudarna som dyrkades genom avbilder var Aton den första abstrakta tillbedda guden. Akhnaten uppmanar folket att tillsammans med honom förena sig i bön. Akten slutar med att Akhnaten beskådar faderns begravningståg som tågar in i Dödsriket ("The Window of Appearances").

### Akt II: Thebe och Achetaton, 5:e till 15:e året av Akhnatens regeringstid
Akhnaten störtar det allsmäktiga prästerskapet, som tjänar många gudar, och upprättar den enda guden Atons rike. Till dennes ära låter han bygga ett tempel och en stad: Achet-Aton ("The Temple"). Han överger månggiftet för kärleken till sin vackra hustru Nefertiti ("Akhnaten and Nefertiti"). Akhnaten lovprisar den nya gudens tempel ("The City").

### Akt III: Achetaton, 17:e året av Akhnatens regeringstid och nutid
Akhnaten ger sig hän åt Aton och kärleken till gemålen Nefertiti och modern Tye, avsäger sig allt jordiskt. Isolerad från folket och opåverkbar gentemot sina rådgivare tillbringar Akhnaten sitt liv med sin familj ("The Family"). Översteprästerna uppmanar folket att störta faraon som ignorerar sitt folks lidande och som, då han dessutom saknar manlig arvinge, måste vara fördömd av gudarna för sin olydnad. Folket gör uppror, faraofamiljen förs bort och Achetatons tempel förstörs. Den gamla ordningen återupprättas. Bland ruinerna lyssnar likgiltiga turister till en likgiltig reseledare som berättar som Akhnaten ("The Ruins"). Under tiden inträder den döde Akhnatens sorgetåg i faderns.